# Liste des accidents ferroviaires en France en 1935
Pour des articles plus généraux, voir Liste des accidents ferroviaires en France, Liste des accidents ferroviaires en France au XXe siècle et Liste des accidents ferroviaires en France dans les années 1930.
La liste des accidents ferroviaires en France en 1935, est une liste non exhaustive, chronologique par mois.

## Février
- 16 février 1935 - Sur la ligne Paris-Clermont-Ferrand, en gare de Saint-Pierre-le Moûtier, vers minuit 45, un train de marchandises pour Clermont-Ferrand garé pour laisser passer deux trains de messageries s'engage prématurément sur la voie principale après le passage du premier, et est pris en écharpe par le second, qui projette sa locomotive sur la voie montant vers Paris, où elle est percutée par l'express Clermont-Ferrand-Paris, dont les fourgons postaux sont détruits dans la collision. Le double accident fera un mort et six blessés, dont quatre postiers ambulants[1].

## Mars
- 6 mars 1935 - Entre Libourne et Bordeaux, peu après la gare de Saint-Loubès, la rupture d'un bandage sur une voiture d'un express venant d'Angoulême provoque le déraillement du milieu du convoi, faisant quatre morts et vingt blessés[2].

## Avril
- 14 avril 1935 - À 2 heures 30, sur la ligne Bordeaux-Dax, près de la gare de Marcheprime, la double rupture d'un bandage et de l'attelage de la quatrième voiture du rapide Pyrénées-Côte d'Argent entraîne le déraillement de celles qui la suivent, dont deux s'écrasent contre un pilier de béton. L'accident fait quatre morts et dix blessés[3].

## Juillet
- 1er juillet 1935 - Sur la ligne de Chatellerault à Loudun, peu après la gare de Cernay, le fourgon de tête d'un train de voyageurs pour Loudun déraille et se renverse, entraînant les trois voitures suivantes. L'accident fait un mort et un blessé[4].

## Août
- 1er août 1935 - Sur la ligne de Culoz à Ambérieu, à Argis, entre les gares de Tenay-Hauteville et de Saint-Rambert-en-Bugey, à minuit, en plein orage, la chaudière de la locomotive de l'express Saint-Gervais-Paris explose et atterrit dans un pré à plus de 100 mètres de la voie, tuant le mécanicien et le chauffeur. Le châssis de la machine et le reste du train restent sur les rails et s'arrêtent un peu plus loin. L'enquête expliquera ultérieurement l'accident par une probable surpression due à une insuffisante alimentation en eau de la chaudière dans la montée de La Burbanche[5].

## Septembre
- 22 septembre 1935 - Vers 1 heure, sur la ligne Strasbourg-Metz, à Remilly, le garde barrière du passage à niveau d'Aubecourt ouvre la barrière à un camion qui tombe en panne sur la voie alors qu'arrive le rapide Bâle-Ostende. Le camion est broyé et prend feu; ses deux occupants sont tués. Sur la locomotive, qui déraille, le mécanicien et le chauffeur sont brûlés par la projection du carburant enflammé. Les voyageurs sont indemnes[6].

## Novembre
- 29 novembre 1935 - À 3 heures 20, sur la ligne Marseille-Lyon, à la suite d'un freinage trop brutal, deux kilomètres avant Avignon, un wagon-citerne d'un train de marchandises venant de Marseille déraille. Alors qu'il engage le gabarit sur la voie opposée, il est peu de temps après percuté par le rapide Genève-Vintimille ("Suisse-Méditerranée") qui provoque l'explosion des 5 000 litres d'essence qu'il contient. Le train tamponneur, emporté par sa vitesse, stoppe loin du foyer, et tous ses passagers sont indemnes. En revanche, deux cheminots, un mécanicien et son chauffeur, mourront brûlés. Illustration flagrante de l'imprécision de certains récits : selon la majorité des quotidiens de l'époque les victimes pilotaient le rapide[7]; selon une autre version, également plausible, elles étaient descendues du train de marchandises pour mesurer l'étendue des dégâts[8].